# Borolia bilineata
Borolia bilineata är en fjärilsart som beskrevs av George Francis Hampson 1905. Borolia bilineata ingår i släktet Borolia och familjen nattflyn. Inga underarter finns listade i Catalogue of Life.